# Podstawy matematyki
• Augustus De Morgan (XIX w.),

• George Boole (XIX w.),

• Georg Cantor (XIX–XX w.),

• Gottlob Frege (XIX–XX w.),

• Alfred North Whitehead (XIX–XX w.),

• Bertrand Russell (XIX–XX w.),

• Ludwig Wittgenstein (XIX–XX w.),

Podstawy matematyki – dział matematyki wyższej będący fundamentem wszystkich innych dyscyplin; do podstaw matematyki należą zwłaszcza:
- logika matematyczna;
- teoria mnogości czasem zaliczana do powyższej, ale traktowana też osobno;
- metamatematyka leżącą na pograniczu tej pierwszej[2];
- teoria typów.

Do podstaw matematyki czasem włącza się też:
- teorię kategorii, która stała się alternatywnym gruntem dla różnych działów – w tym teorii mnogości – choć historycznie jest związana z algebrą i czasem do niej zaliczana[3];
- część filozofii matematyki – epistemologię tej nauki, tj. teoretyczne podstawy poznania matematycznego[1][4]. Przykładowo Ludwig Wittgenstein zatytułował tak jedną ze swoich prac na ten temat (Uwagi o podstawach matematyki, niem. Bemerkungen über die Grundlagen der Mathematik)[5].

Jest to jedna z jednostek klasyfikacyjnych MSC 2020 opracowanych przez Amerykańskie Towarzystwo Matematyczne (ang. AMS).

## Instytucje i dzieła
Podstawom matematyki jako pewnej całości poświęcano:
- osobne czasopisma badawcze jak „Fundamenta Mathematicae”;
- kursy akademickie[6][7];
- książki popularnonaukowe[8];
- powieść w formie komiksu[9].

Podstawy matematyki były jednym z kierunków badań polskiej szkoły matematycznej – zajmowali się nimi Alfred Tarski, Adolf Lindenbaum, Stanisław Ulam, Andrzej Mostowski i inni.